# Alfred Liechtenstein
Alfred F. Lichtenstein (6 de agosto de 1876 - 24 de febrero de 1947, ambos en Nueva York) fue uno de los más célebres filatelistas estadounidenses.

## Biografía
Su colección clásica fue una de las más completas, con énfasis en las estampillas emitidas antes de 1870. Coleccionó estampillas emitidas por Canadá y sus provincias, Suiza, Cabo de Buena Esperanza, Ceilán, Gambia, Mauricio, Argentina y Uruguay. 
Fue un miembro activo del Club de Coleccionistas de Nueva York, que fue desarrollado por Lichtenstein y su amigo Theodore Steinway. También fue miembro de la Royal Philatelic Society de Canadá.
Juez filatélico internacional durante tres décadas, fue el responsable de las Exposiciones Internacionales de 1913, 1926 y 1936 (las últimas dos en Nueva York). Cuando falleció estaba preparando la Exposición Filatélica Internacional del Centenario (CIPEX) de 1947.
En marzo de 1945, Theodore Steinway, otros fliatelistas y Lichtenstein fundaron la Philatelic Foundation. Es una organización sin ánimo de lucro cuyos objetivos son la investigación y difusión filatélica. Después de 1947, su hija Louise Boyd Dale continuó apoyando a la Fundación.
Su colección filatélica, así como la de su hija, fue subastada en Harmer entre 1968 y 1971, entre 1989 y 1992, y en 1997.